# Combat Flight Simulator 3: Battle for Europe
Combat Flight Simulator 3: Battle for Europe (CFS3) je pokračování série leteckých simulátorů od Microsoft Game Studios, vydané v roce 2002.
Hra je více méně silně aktualizovanou verzi prvního dílu (Combat Flight Simulator WWII Europe Series) nabízející hráči výrazně širší škálu možností. Hra obsahuje režim dynamické kampaně začínající v březnu 1943, ve kterém hráč může hrát za USAAF, RAF nebo Luftwaffe. Na základě svých úspěchů na západní frontě, která se ve hře rozkládá od nejsevernější Anglie, až po východní Berlín může hráč změnit délku a dokonce i výsledek války. Vyhnutím se leteckým chybám Luftwaffe a zaměřováním se na klíčové cíle v britských výrobních centrech je dokonce možné, aby Němci donutili spojence k vrácení se zpět do Londýna, a vynutili si jejich kapitulaci. Je také možné, aby spojenci přistáli na pevnosti Evropa ještě před 6. 6. 1944 (Den D).

## Bojové letouny
Novinkou v CFS3 bylo přidání středních bombardérů. K dispozici jsou: Martin B-26 Marauder - US Air Force, North American B-25 Mitchell – Royal Air Force, Junkers Ju 88 - Luftwaffe. Kromě nich se ve hře nachází následující letouny:
- North American P-51 Mustang
- Republic P-47 Thunderbolt
- Lockheed P-38 Lightning
- Lockheed P-80 Shooting Star
- Curtiss XP-55 Ascender
- Hawker Typhoon
- Hawker Tempest
- Supermarine Spitfire
- de Havilland Mosquito
- de Havilland Vampire
- Messerschmitt Bf-109
- Focke-Wulf Fw 190
- Messerschmitt Me 262
- Dornier Do 335
- Gotha Go 229